# Radiatus
Radiatus är en specialform hos moln som uppvisar breda parallella band. Om molnen är riktade från betraktaren mot horisonten ser de till följd av perspektivet sammanstråla i en punkt vid horisonten. Specialformen radiatus förekommer hos huvudmolnslagen cirrus, altocumulus, altostratus, stratocumulus och cumulus.

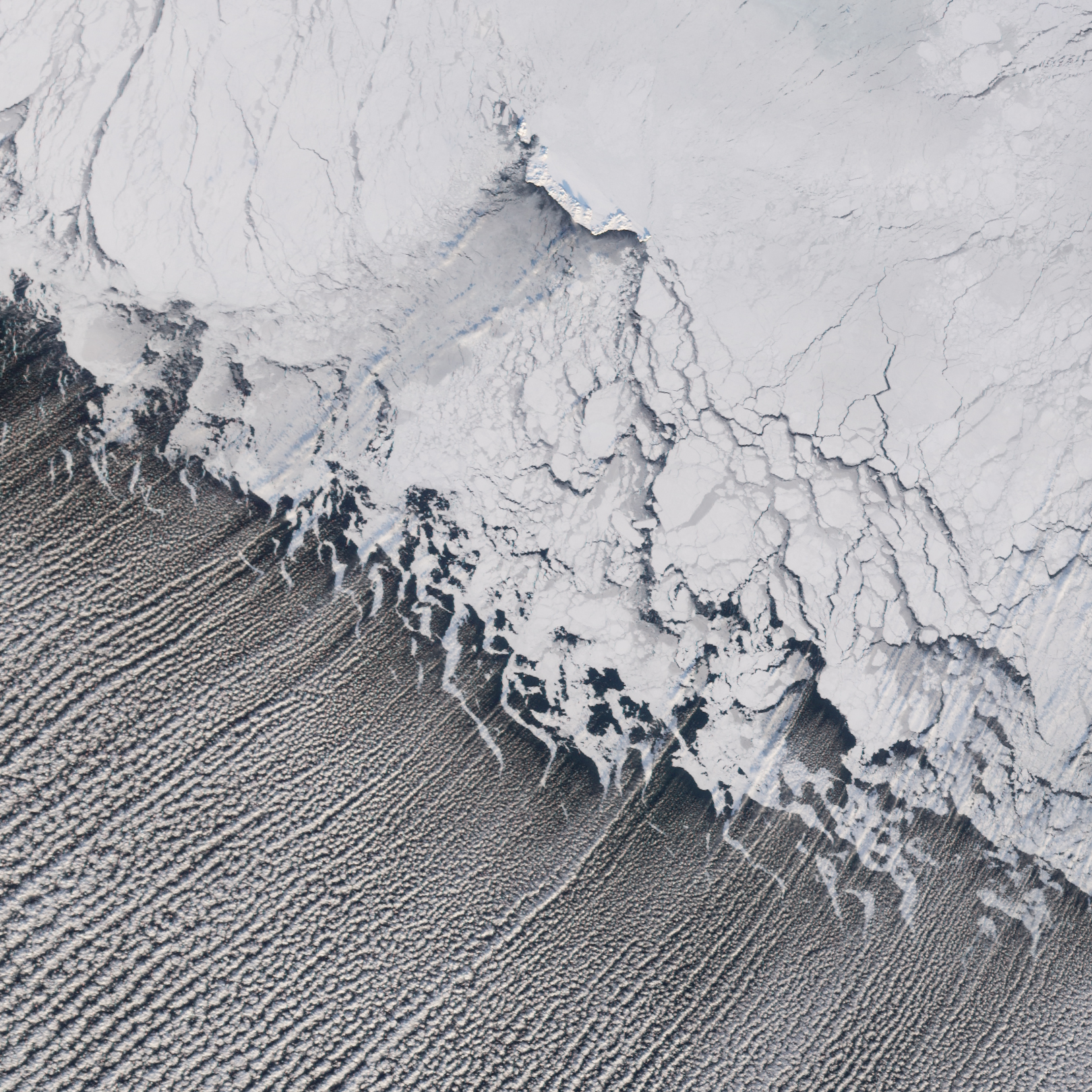
Satellitbild över Berings hav den 20 januari 2006 som visar molngator nere till vänster.

På svenska förekommer även termen molngata för moln som radar upp sig på detta sätt, särskilt för cumulus radiatus.